# 亚历山大·邦达连科
亚历山大·维克托罗维奇·邦达连科 （羅馬化：Oleksndr Viktorovych Bondarenko；1987年1月22日—），乌克兰政治人物，经济学者，商人。曾任第聂伯罗彼得罗夫斯克州州长。